# Glavič
Glavič je priimek v Sloveniji, ki ga je po podatkih Statističnega urada Republike Slovenije na dan 1. januarja 2010 uporabljalo 298oseb in je med vsemi priimki po pogostosti uporabe uvrščen na 1.313. mesto.

## Znani nosilci priimka
- Barbara Glavič, arhitektka
- Bojan Glavič, raziskovalec IJS
- Boštjan Glavič (*1973), policist, vodja PU Kranj, Lj, nac. forenzični laboratorij
- Edo Glavič (1932 - 2014), novinar, urednik
- Gaber Glavič (*1978), hokejist
- Gašper Glavič (*1997), hokejist
- Jože Glavič, arhivist
- Peter Glavič (*1940), kemik, ekonomist in politik
- Tine Glavič, atlet
- Valerija Glavič (1914 - 2000), zamejska kulturnica